# きよしのソーラン節
『きよしのソーラン節』（きよしのソーランぶし）は、日本の歌手氷川きよしの12枚目のシングルである。2007年5月9日発売。発売元はコロムビアミュージックエンタテインメント（現・日本コロムビア）。『あばよ』と同時発売。

## 概要
- オリコンシングルチャートで、同時発売した「あばよ」が2位、「きよしのソーラン節」が3位に初登場。2作同時トップ3入りは、男性ソロ歌手では1981年に寺尾聰が「ルビーの指環」（1位）と「SHADOW CITY」（3位）で達成して以来26年ぶり3人目。演歌歌手では1973年に宮史郎とぴんからトリオが「女のねがい」（2位）と「女のみち」（3位）で達成して以来34年ぶり3組目。初登場での達成に限ると、男性ソロ歌手で史上初となった[1]。
- 第58回NHK紅白歌合戦にて「きよしのソーラン節 YOSAKOIソーラン紅白スペシャル」として歌唱
- 第49回日本レコード大賞金賞受賞
- 第40回日本有線大賞にて大賞・最多リクエスト曲賞受賞

## 収録曲
1. きよしのソーラン節(4:14) 
作詞：松井由利夫、作曲：水森英夫、編曲：伊戸のりお
2. 希望という名の最終列車(3:40)
作詞：松井由利夫、作曲：水森英夫、編曲：伊戸のりお
3. きよしのソーラン節（オリジナル・カラオケ）(4:14)
4. 希望という名の最終列車（オリジナル・カラオケ）(3:40)
5. きよしのソーラン節（半音下げオリジナル・カラオケ）(4:14)
6. 希望という名の最終列車（半音下げオリジナル・カラオケ）(4:14)

## 収録アルバム

### きよしのソーラン節
- オムニバス『演歌名曲コレクション7～あばよ・きよしのソーラン節～』（2007年9月19日）
- 『「あばよ」&「きよしのソーラン節」ハッピー・パッケージ』（2007年11月14日）

### 希望という名の最終列車
- オムニバス『演歌名曲コレクション7～あばよ・きよしのソーラン節～』（2007年9月19日）
- 『「あばよ」&「きよしのソーラン節」ハッピー・パッケージ』（2007年11月14日）